# Dagobertseiche

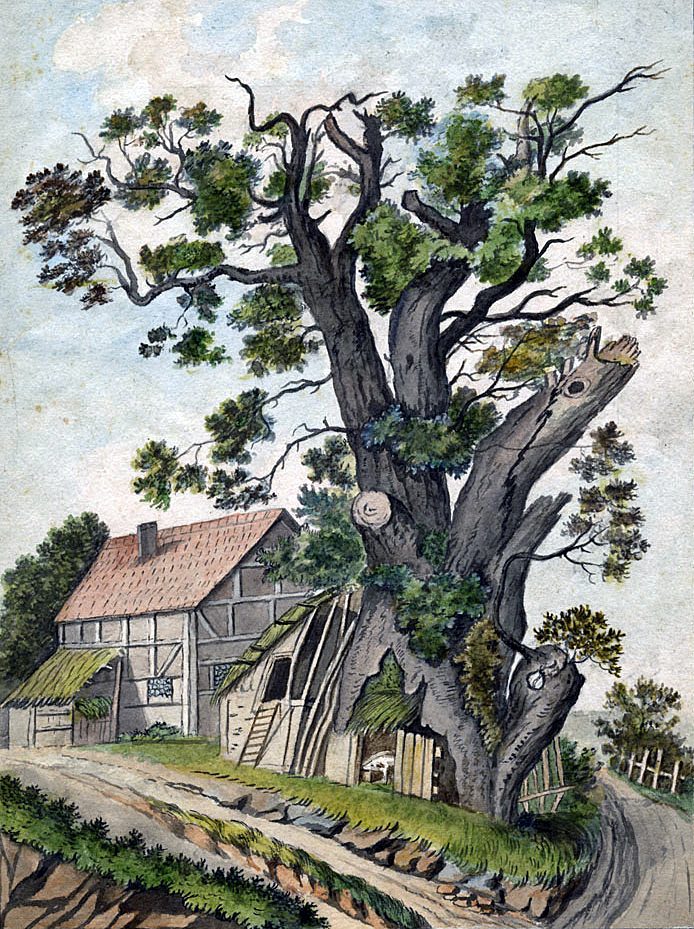
Aquarell auf Papier – 1830

Die Dagobertseiche (auch Chatteneiche genannt) war eine Eiche bei dem Dorf Dagobertshausen im nördlichen Hessen in der Nähe von Marburg. Die Eiche wurde im Jahre 1841 bei einem Sturm stark beschädigt; um das Jahr 1890 brachen die letzten Reste zusammen. Die Eiche galt damals mit einem Stammumfang von 14,86 Metern in einem Meter Höhe gemessen als eine der umfangsstärksten Eichen der Welt. Es handelte sich um die letzte echte Rieseneiche in Deutschland.

## Bedeutung
Die Eiche galt damals als die umfangsstärkste in Deutschland. Weltweit gesehen gab es nur eine stärkere Eiche in Bosnien, die 1886 gefällt worden ist. Auch in späteren Jahren war in Deutschland keine Eiche mit einem größeren Umfang bekannt. Die derzeit stärksten Eichen in Deutschland haben einen Stammumfang von weniger als 13 Metern. Die derzeit stärkste, natürlich aufgewachsene Eiche Deutschlands, die dickste der Ivenacker Eichen in Ivenack, hat einen Umfang von etwa 12,5 Metern. Auch in Europa gibt es derzeit keine Eiche mit einem größeren Stammumfang als ihn die Dagobertseiche hatte. Die umfangsstärkste Eiche Europas, die Kvilleken in Schweden, hat einen Stammumfang von etwas mehr als 14 Metern. Der halbseitig abgestorbene Stamm wird mit Seilen am restlichen Teil befestigt. Die stärkste Eiche mit halbwegs intaktem Stamm war bis April 2013 die Pontfadog Oak im Vereinigten Königreich mit einem Stammumfang von 13,38 Metern, in 1,3 Meter Höhe gemessen. Die größte Eiche in den Vereinigten Staaten, die als eine der größten weltweit gilt, ist die Live Oak mit etwas über elf Meter Umfang.

## Geschichte

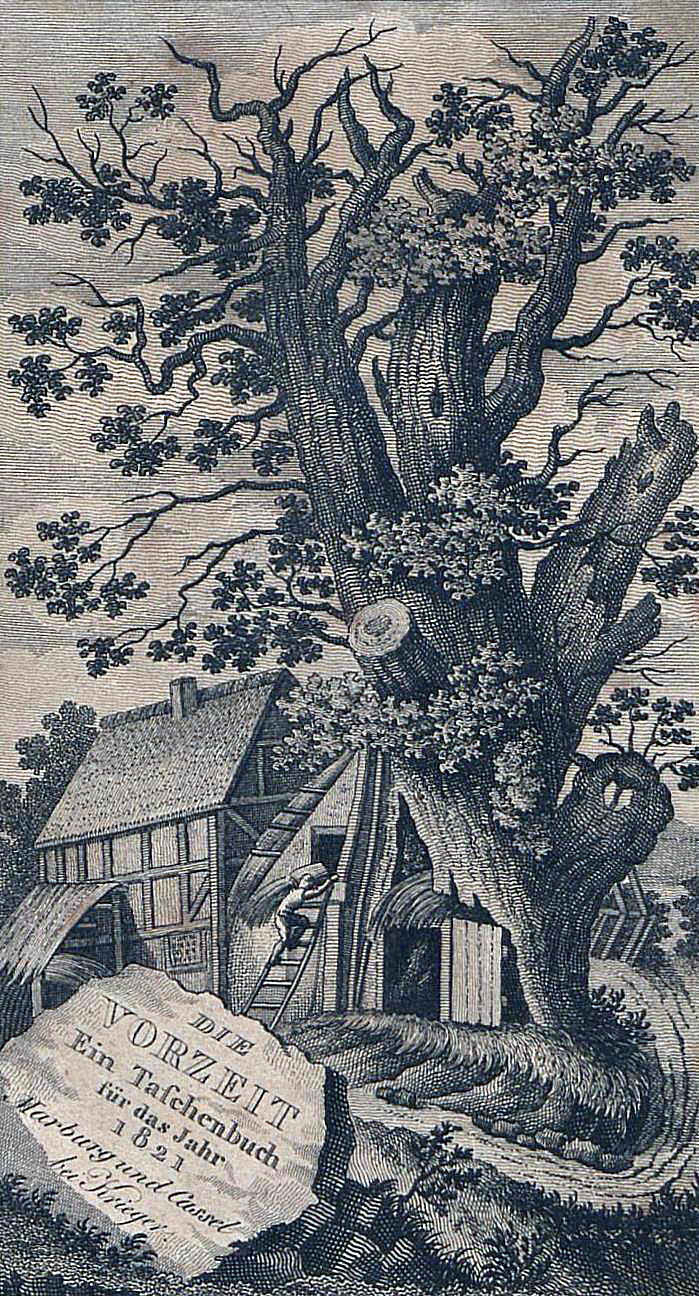
Kupferstich von J. M. B. Kessler

Die Dagobertseiche war Mitte des 18. Jahrhunderts im Stammbereich völlig hohl. Der Schweinehirt des Dorfes baute sich damals im hohlen Stamm einen Schweinestall ein. Im Jahre 1820 schrieb der deutsche Philosoph und lutherische Theologe Karl Wilhelm Justi in Die Vorzeit: ein Taschenbuch für d. Jahr 1821:

„Wollt ihr, deutscher Art und deutschen Sinnes herrlichstes Abbild, das Gott zwischen Himmel und Erde aufgestellt hat, sehen, – so geht gen Dagobertshausen, eine Stunde von Marburg, und schauet nah am Dorfe – eine Eiche, hoch und hehr, und von solchem erstaunlichen Umfange, daß ihr werdet sagen müssen: „solch’ eine Eiche sahen wir nie!“ – Diese tausendjährige heilige Gottes-Eiche, worunter Deutschlands Schutzgeist ehemals sein Wesen hatte, ist – weil sie unten hohl war – gegen die Mitte des (18ten) Jahrhunderts – für den Schweinehirten des Dorfes – zum Schweinestall gemacht worden. – – O ökonomischer Sinn und Geist des Jahrhunderts! was vollbringst du nicht für Werke! – – Oben singen nun die Nachtigallen in den grünen Zweigen, und unten hausen Schweine. So singen in manches Dichters Kopf die Nachtigallen, und im Herzen grunzen Schweine! – Weiter glossire, wer glossiren kann! – – – Noch immer treibt diese uralte Eiche Blätter und Zweige, und erneuert alljährlich das beschimpfte Andenken einer ehrwürdigen vaterländischen Vorzeit! –“

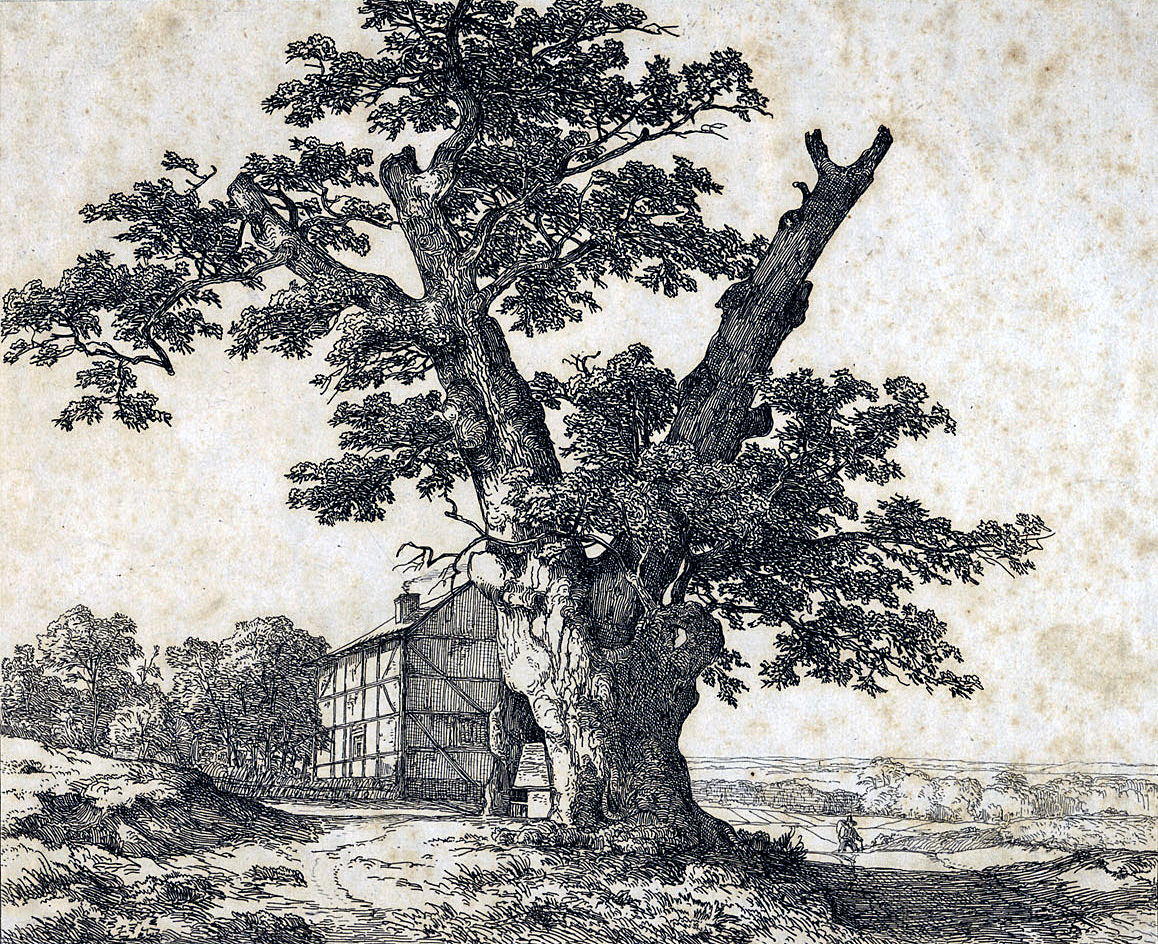
Kupferstich auf Papier – Ludwig Christian Wagner, 1838

Bei einem Kupferstich der Dagobertseiche von Ludwig Christian Wagner aus dem Jahre 1838 wird in der Bildunterschrift ein Umfang von 36 Fuß genannt, was etwa elf Meter entspricht. Es wird jedoch nicht genannt, auf welcher Stammhöhe die Messung stammt. Im Jahre 1851 wurde die Eiche mit einem Stammumfang von 14,86 Meter angegeben, in einem Meter Höhe gemessen. Am 18. Juli 1841 knickte ein Orkan während einer Sonnenfinsternis im mitteleuropäischen Raum zahlreiche Bäume, darunter mehrere herausragende alte, wie die Lutherbuche bei Steinbach in Westthüringen und eine sehr große Linde bei Freiberg in der Schweiz um. Der Orkan richtete auch an der Dagobertseiche großen Schaden an. Im Jahre 1851 wurde der entstandene Hohlraum im Stamm als Ziegen- und Hundestall genutzt. Darüber befand sich ein Raum, der als Heuboden verwendet wurde. Um etwa 1891 brach die einzige noch erhaltene Wand des Stammes zusammen. Am 18. Juli wurde in der Oberhessischen Zeitung 50 Jahre nach dem Orkan mit einem Gedicht davon berichtet:
1) Bevor uns 50 Jahre schwanden

Zog oftmals ich zum Ort hinaus,

Wo eine Eiche hat gestanden

Nicht fern von Dagoberts Haus.

2) Ihr war, wie alte Sagen melden,

Eintausend Jahr die Lebenszeit.

Gleich der von Bonifaz gefällten

Dem starken Donnergott geweiht.

3) Ein halb Jahrhundert ist verschwunden,

Daß unsre Eiche fand ihr Ziel,

Daß sie nach oft geschlagnen Wunden

Gepeitscht vom Sturme niederfiel.

4) Zur Jugendzeit sah Christenheere

Vorbei sie wider Sachsen ziehn,

Heimkehren mit dem blutgen Speere,

Indeß besiegt die Heiden fliehn.
5) In ihrem kühlen Schatten ruhte

Ein Pilger oft und Wandersmann,

Der dann gestärkt mit heiterm Mute

Zog fürder die beschnittne Bahn.

6) Wie manches Vöglein, das bedrohte

Falk oder Habicht mit dem Mord,

Fand seine Rettung von dem Tode

In einem sichern Neste dort!

7) Wie oft erkor die grünen Zweige

In ihrem Heim Frau Nachtigall,

Die, wenn der Tag ging spät zur Neige,

Hier flötete den süßen Schall.

8) Zuletzt ohn’ alle Pietäte,

Ward sie, vom Alter ausgeschält,

Zur Wohnung und unsaubern Stätte

Zwei Borstentieren auserwählt.
9) Die während oben Vöglein sangen,

Einmischten eklen Schauerton,

Bis mit dem Messer kam gegangen

Ein Mann und gab verdienten Lohn.

10) Der Sturmwind kam, nahm diese Schande

Und hat ein gutes Werk getan,

Bedrückt durch langer Jahre Bande

Kam ihr des Alters Schwachheit an.

11) Und welche grimme Macht ist eigen,

Zerstörung bringend, bösen Sturm,

Hat mancher Sturz uns wollen zeigen,

Wer denkt nicht an den Siegesturm?

12) Kaum weiß man noch das Fleckchen Erde,

Wo unser Baum stand 1000 Jahr,

Kaum, welcher Tag ihn einst zerstörte,

Das wunderbare Exemplar.

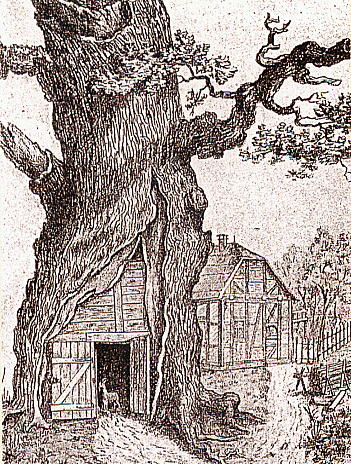
Bemerkenswerte Bäume und Sträucher der Umgegend von Marburg. 1909 – Friederich Kanngießer

Die letzten Reste der Eiche verschwanden um das Jahr 1900. Im Jahre 1909 schrieb der Superintendent Friederich Kanngießer, der das Alter der Eiche nach den damaligen Berechnungsmethoden auf 800 bis 1200 Jahre schätzte, in Bemerkenswerte Bäume und Sträucher der Umgegend von Marburg:

„Der kleine Weiler Dagobertshausen (bei Marburg, Hessen) durfte sich ehedem rühmen, die stärkste Eiche der Welt besessen zu haben. Es war die sog. Chatteneiche, die auch Dagobertseiche genannt wurde. Ihr Standort war am sog. Hirtenhaus, gerade da – so will es die Ironie des Schicksals –, wo jetzt eine Mistgrube ihren Platz hat. Der Baum hatte 1 m über der Erde einen Umfang von 14,86 m und 1,8 m über dem Boden mass der Coloss noch 13,92 m in der Pheripherie. 1851 war die Eiche schon vollständig entgipfelt und führte nur noch ein kümmerliches Dasein. Der Orkan vom 18. Juli 1841 hatte ihre Kraft gebrochen. 1851 wurde sie noch als Ziegen- und Hundestall, darüber als Heuboden benutzt. Zuletzt hatte sie als Schweinestall gedient. Vor ca. 18 Jahren [1891] brach noch die einzig erhaltene Wand zusammen und heute ist keine Spur dieser Rieseneiche mehr zu sehen, deren Alter auf den fränkischen König Dagobert zurückgeführt wird, der den nach ihm benannten Ort 630 als Veste gebaut haben soll.“

Im Februar 1931 wurde in den Oberhessischen Blättern, einer wöchentlichen Unterhaltungsbeilage der Oberhessischen Zeitung berichtet, dass die Eiche von einem Hirten als Schweinestall genutzt und am 18. Juli 1841 durch einen Orkan zerstört wurde. In diesem Zusammenhang wurde auch der Bericht von Karl Wilhelm Justi aus dem Jahre 1820 aus dem Werk Die Vorzeit: ein Taschenbuch für d. Jahr 1821 veröffentlicht.